# 楔叶绣线菊
楔叶绣线菊（学名：Spiraea canescens）为蔷薇科绣线菊属下的一个种。

## 变种
- 楔叶绣线菊窄叶变种（学名：Spiraea canescens var. oblanceolata）为蔷薇科绣线菊属下的一个变种。
- 楔叶绣线菊粉叶变种（学名：Spiraea canescens var. glaucophylla）为蔷薇科绣线菊属下的一个变种。

## 扩展阅读
- 維基物種上的相關：楔叶绣线菊